# Nawyk czuciowo-ruchowy
Nawyk czuciowo-ruchowy – nabyta, wyuczona czynność spostrzeżeniowo-ruchowa, oparta na mechanizmach neurofizjologicznych, pozwalająca na uzyskanie przewidywanych wyników (określonych działań) działania z dużą pewnością, sprawnie, z minimalną stratą czasu oraz energii i często w stanie nieświadomości wtórnej.